# UCI ProSeries 2025
L'UCI ProSeries 2025 és la sisena edició de l'UCI ProSeries, el segon nivell de competicions dins l'ordre d'importància de les curses ciclistes masculines rere l'UCI World Tour. Aquesta divisió, gestionada per la Unió Ciclista Internacional, està formada per 58 proves que se celebren des del 5 de febrer i el 19 d'octubre a Europa, Amèrica i Àsia.

## Equips
Els equips poden participar en les diferents curses depenent de la seva llicència.
| Categoria                | Equips |
| ------------------------ | --- |
| 1.Pro (Cursa d'un dia)   | * Equip Mundial UCI (màxim 70%) * UCI ProTeam * Equip continental del país * Equip continental estranger (màxim 2) * Selecció nacional del país amfitrió |
| 2.Pro (Cursa per etapes) | * Equip Mundial UCI (màxim 70%) * UCI ProTeam * Equip continental del país * Equip continental estranger (màxim 2) * Selecció nacional del país amfitrió |

## Curses
Inclou un total de cinquanta-vuit esdeveniments, trenta-cinc curses d'un dia (1.Pro) i vint-i-tres curses per etapes (2.Pro).

Entre els canvis respecte a la temporada passada, destaquen el retorn del Mont Ventoux Dénivelé Challenges, cancel·lats l'any passat (finalment es va tornar a cancelar), i una nova prova, la Classique Dunkerque, disputada el dia abans dels Quatre Dies de Dunkerque.

## Evolució del calendari
| Núm | Data                  | Cursa                                                | País             | Cat.  | Vencedor            | Equip                      |
| --- | --------------------- | ---------------------------------------------------- | ---------------- | ----- | ------------------- | -------------------------- |
| 1   | 5-9 febrer            | Volta a la Comunitat Valenciana                      | Espanya          | 2.Pro | Santiago Buitrago   | Bahrain Victorious         |
| 2   | 8-12 febrer           | Tour d'Oman                                          | Oman             | 2.Pro | Adam Yates          | UAE Emirates XRG           |
| 3   | 16 febrer             | Figueira Champions Classic                           | Portugal         | 1.Pro | António Morgado     | UAE Emirates XRG           |
| 4   | 16 febrer             | Clàssica d'Almeria                                   | Espanya          | 1.Pro | Milan Fretin        | Cofidis                    |
| 5   | 19-23 febrer          | Volta a Andalusia                                    | Espanya          | 2.Pro | Pavel Sivakov       | UAE Emirates XRG           |
| 6   | 19-23 febrer          | Volta a l'Algarve                                    | Portugal         | 2.Pro | Jonas Vingegaard    | Visma-Lease a Bike         |
| 7   | 1 març                | Ardèche Classic                                      | França           | 1.Pro | Romaign Grégoire    | Groupama-FDJ               |
| 8   | 2 març                | La Drôme Classic                                     | França           | 1.Pro | Juan Ayuso          | UAE Emirates XRG           |
| 9   | 2 març                | Kuurne-Brussel·les-Kuurne                            | Bèlgica          | 1.Pro | Jasper Philipsen    | Alpecin-Deceuninck         |
| 10  | 5 març                | Trofeu Laigueglia                                    | Itàlia           | 1.Pro | Juan Ayuso          | UAE Emirates XRG           |
| 11  | 19 març               | Nokere Koerse                                        | Bèlgica          | 1.Pro | Nils Eekhoff        | Picnic PostNL              |
| 12  | 19 març               | Milà-Torí                                            | Itàlia           | 1.Pro | Isaac Del Toro      | UAE Emirates XRG           |
| 13  | 20 març               | Gran Premi de Denain                                 | França           | 1.Pro | Matthew Brennan     | Visma-Lease a Bike         |
| 14  | 21 març               | Bredene Koksijde Classic                             | Bèlgica          | 1.Pro | Edward Theuns       | Lidl-Trek                  |
| 15  | 5 abril               | Gran Premi Miguel Indurain                           | Espanya          | 1.Pro | Thibau Nys          | Lidl-Trek                  |
| 16  | 7-11 abril            | Tour de Hainan                                       | R.P. de la Xina  | 2.Pro | Kyrylo Tsarenko     | Solution Tech-Vini Fantini |
| 17  | 9 abril               | Scheldeprijs                                         | Bèlgica          | 1.Pro | Tim Merlier         | Soudal Quick-Step          |
| 18  | 18 abril              | Fletxa Brabançona                                    | Bèlgica          | 1.Pro | Remco Evenepoel     | Soudal Quick-Step          |
| 19  | 21-25 abril           | Tour dels Alps                                       | Itàlia i Àustria | 2.Pro | Michael Storer      | Tudor                      |
| 20  | 27 abril-4 maig       | Volta a Turquia                                      | Turquia          | 2.Pro | Wout Poels          | XDS Astana                 |
| 21  | 10 maig               | Gran Premi de Morbihan                               | França           | 1.Pro | Benoît Cosnefroy    | Decathlon AG2R La Mondiale |
| 22  | 11 maig               | Tro Bro Leon                                         | França           | 1.Pro | Bastien Tronchon    | Decathlon AG2R La Mondiale |
| 23  | 13 maig               | Classique Dunkerque                                  | França           | 1.Pro | Pascal Ackermann    | Israel-Premier Tech        |
| 24  | 14-18 maig            | Quatre dies de Dunkerque                             | França           | 2.Pro | Samuel Watson       | Ineos Grenadiers           |
| 25  | 14-18 maig            | Volta a Hongria                                      | Hongria          | 2.Pro | Harold Martín López | XDS Astana                 |
| 26  | 29 maig-1 juny        | Boucles de la Mayenne                                | França           | 2.Pro | Aaron Gate          | XDS Astana                 |
| 27  | 29 maig-1 juny        | Volta a Noruega                                      | Noruega          | 2.Pro | Matthew Brennan     | Visma-Lease a Bike         |
| 28  | 4-8 juny              | Volta a Eslovènia                                    | Eslovènia        | 2.Pro | Anders Johannessen  | Uno-X Mobility             |
| 29  | 8 juny                | Brussels Cycling Classic                             | Bèlgica          | 1.Pro | Tim Merlier         | Soudal Quick-Step          |
| 30  | 14 juny               | Dwars door het Hageland                              | Bèlgica          | 1.Pro | Paul Magnier        | Soudal Quick-Step          |
| 31  | 17 juny               | Mont Ventoux Dénivelé Challenges                     | França           | 1.Pro | anul·lada           | anul·lada                  |
| 32  | 18-22 juny            | Volta a Bèlgica                                      | Bèlgica          | 2.Pro | Filippo Baroncini   | UAE Emirates XRG           |
| 33  | 6-13 juliol           | Volta al llac Qinghai                                | R.P. de la Xina  | 2.Pro | Henok Mulubrhan     | XDS Astana                 |
| 34  | 26-30 juliol          | Tour de Valònia                                      | Bèlgica          | 2.Pro | Corbin Strong       | Israel-Premier Tech        |
| 35  | 5-9 agost             | Volta a Burgos                                       | Espanya          | 2.Pro | Isaac Del Toro      | UAE Emirates XRG           |
| 36  | 7-10 agost            | Arctic Race of Norway                                | Noruega          | 2.Pro | Corbin Strong       | Israel-Premier Tech        |
| 37  | 12-16 agost           | Volta a Dinamarca                                    | Dinamarca        | 2.Pro | Mads Pedersen       | Lidl-Trek                  |
| 38  | 15 agost              | Circuit francobelga                                  | Bèlgica          | 1.Pro | Jonas Abrahamsen    | Uno-X Mobility             |
| 39  | 20-24 agost           | Volta a Alemanya                                     | Alemanya         | 2.Pro |                     |                            |
| 40  | 2-7 setembre          | Volta a la Gran Bretanya                             | Regne Unit       | 2.Pro |                     |                            |
| 41  | 6 setembre            | Maryland Cycling Classic                             | Estats Units     | 1.Pro |                     |                            |
| 42  | 7 setembre            | Gran Premi de la indústria i l'artesanat de Larciano | Itàlia           | 1.Pro |                     |                            |
| 43  | 11 setembre           | Coppa Sabatini                                       | Itàlia           | 1.Pro |                     |                            |
| 44  | 14 setembre           | Gran Premi de Fourmies                               | França           | 1.Pro |                     |                            |
| 45  | 17 setembre           | Gran Premi de Valònia                                | Bèlgica          | 1.Pro |                     |                            |
| 46  | 17-21 setembre        | Volta a Luxemburg                                    | Luxemburg        | 2.Pro |                     |                            |
| 47  | 20 setembre           | Super 8 Classic                                      | Bèlgica          | 1.Pro |                     |                            |
| 48  | 28 setembre-5 octubre | Tour de Langkawi                                     | Malàisia         | 2.Pro |                     |                            |
| 49  | 3 octubre             | Sparkassen Münsterland Giro                          | Alemanya         | 1.Pro |                     |                            |
| 50  | 3 octubre             | Giro de l'Emília                                     | Itàlia           | 1.Pro |                     |                            |
| 51  | 6 octubre             | Coppa Bernocchi                                      | Itàlia           | 1.Pro |                     |                            |
| 52  | 7 octubre             | Tre Valli Varesine                                   | Itàlia           | 1.Pro |                     |                            |
| 53  | 9 octubre             | Gran Piemont                                         | Itàlia           | 1.Pro |                     |                            |
| 54  | 9-12 octubre          | Volta al llac Taihu                                  | R.P. de la Xina  | 2.Pro |                     |                            |
| 55  | 12 octubre            | Paris-Tours                                          | França           | 1.Pro |                     |                            |
| 56  | 15 octubre            | Giro del Vèneto                                      | Itàlia           | 1.Pro |                     |                            |
| 57  | 19 octubre            | Japan Cup                                            | Japó             | 1.Pro |                     |                            |
| 58  | 19 octubre            | Veneto Classic                                       | Itàlia           | 1.Pro |                     |                            |

## Punts atorgats per a la classificació UCI
Les curses ProSeries atorguen punts per al rànquing mundial UCI 2025 segons la següent taula:
| Posició                | 1   | 2   | 3   | 4   | 5  | 6  | 7  | 8  | 9  | 10 | 11 | 12 | 13 | 14 | 15 | 16è a 30è | 31è i 40è |
| Classificació general  | 200 | 150 | 125 | 100 | 85 | 70 | 60 | 50 | 40 | 35 | 30 | 25 | 20 | 15 | 10 | 5         | 3         |
| Per etapes             | 20  | 15  | 10  | 5   | 3  |    |    |    |    |    |    |    |    |    |    |           |           |
| Dur el mallot de líder | 5   |     |     |     |    |    |    |    |    |    |    |    |    |    |    |           |           |